# Jacques Toubon
Jacques Toubon (Nizza, 29 giugno 1941) è un funzionario, politico e avvocato francese.

## Carriera politica

### Dirigente di partito
Diplomato all'École nationale d'administration  (ENA), funzionario di prefettura. Aderisce al Raggruppamento per la Repubblica (RPR) nato nel 1976 dalle ceneri del movimento gollista su iniziativa di Jacques Chirac. Responsabile delle elezioni (1976-1978), vice segretario generale (1978-1981), segretario generale (1984-1988) del RPR.

### Deputato all'Assemblea nazionale poi europarlamentare
È eletto deputato nel 1981, rieletto nel 1986, 1988, 1993 e 1997. Battuto alle elezioni legislative del 2002. Deputato europeo dal 2004 al 2009, iscritto al gruppo del Partito Popolare Europeo (PPE). Non si è presentato alle elezioni legislative del 2007.

### Ministro
È ministro della cultura e della francofonia nel governo di Édouard Balladur (1993-1995), succedendo al socialista Jack Lang. Vara una legge (la "legge Toubon") a tutela della lingua francese, successivamente dichiarata parzialmente incostituzionale poiché in contrasto con l'articolo 11 della Dichiarazione dei diritti dell'uomo e del cittadino.
Alle elezioni presidenziali del 1995 sostiene la candidatura di Jacques Chirac. È guardasigilli, ministro della giustizia nel governo di Alain Juppé (1995-1997).

#### L'"affare dell'elicottero"
Avvalendosi delle prerogative che la legge francese attribuisce al guardasigilli, nomina a capo degli uffici giudiziari più importanti degli uomini di fiducia e rimuove alcuni magistrati nominati dai predecessori dei governi socialisti (ad esempio, il procuratore della Repubblica di Parigi Bruno Cotte). Nell'estate del 1996, invia un elicottero in Himalaya per rintracciare, senza successo, il procuratore della Repubblica di Ivry allo scopo d'ordinargli d'archiviare un'indagine sulla moglie dell'allora sindaco di Parigi Jean Tiberi.

### Mandati locali
È consigliere comunale di Parigi dal 1983 al 2008. Dal 1983 al 2001 è assessore al Comune di Parigi e presidente del XIII arrondissement di Parigi.

## Incarichi successivi
Dal 2005 al 2006 è presidente della Cité nationale de l'histoire de l'immigration. Dal 2 febbraio 2007 ne presiede il comitato d'orientamento.
Nel dicembre 2010 il presidente della Repubblica Nicolas Sarkozy gli affida la missione di condurre una riflessione e di avanzare delle proposte "sulle sfide della rivoluzione digitale alle regole fiscali europee". L'incarico gli è confermato il 9 agosto 2012 dal nuovo presidente François Hollande.
L'11 giugno 2014 è designato dal presidente della Repubblica François Hollande a succedere allo scomparso Dominique Baudis nell'incarico di Difensore dei diritti. La nomina è stata ratificata il successivo 9 luglio ldalle commissioni delle Leggi dell'Assemblea nazionale e del Senato con 48 voti a favore, 33 contrari e 12 schede bianche (era necessaria la maggioranza di tre quinti).